# Clodio Pompeiano
Clodio Pompeiano (in latino Clodius Pompeianus; fl. 241-244) è stato un politico e senatore romano in epoca imperiale.
Pompeiano era probabilmente di origine siriana, in quanto da quella provincia provenivano i Claudii Pompeiani; potrebbe essere stato un discendente di Tiberio Claudio Pompeiano, console nel 173.
Nel 241 fu consul posterior (console) assieme all'imperatore Gordiano III. Un'iscrizione del 244 lo menziona in quanto  consularis aedium sacrarum, "curatore degli edifici religiosi" di Roma.